# Президентская кампания Владимира Жириновского (1996)
Президентская кампания Владимира Жириновского на выборах 1996 года началась 10 января, когда он был выдвинут кандидатом от ЛДПР. Как и ряд других кандидатов, Жириновский позиционировал себя в качестве представителя «третьей силы», выступавшего против Бориса Ельцина и Геннадия Зюганова; некоторыми политологами характеризовался как националист с эксцентричной риторикой; в СМИ характеризовался как ультранационалист. Отчасти по причине своего скандального имиджа и репутации Жириновский не вышел во второй тур, заняв 5-е место и получив 4,3 млн голосов (5,7 %)

## Предвыборная программа
Жириновский, участвовавший в первых президентских выборах в 1991 году, был зарегистрирован как кандидат официально 5 апреля в Центризбиркоме. Себя он считал альтернативой «демократическому» Ельцину и «коммунистическому» Зюганову, называя себя «харизматическим лидером». Жириновский прославился в российской политике благодаря экстремистской, националистической и экспрессивной риторике, которая подтверждалась лозунгом на президентских выборах 1991 года «Хочу поднять русский вопрос!». В 1996 году Жириновский немного смягчил свою риторику, взяв на вооружение лозунги «Мы за город с русскими лицами» и «Я подниму Россию с колен!». В его предвыборной программе делался акцент на стремлении вернуть России статус сверхдержавы. Основой для программы служили 10 принципов, которыми Жириновский собирался руководствоваться в случае своего избрания президентом:

1. Великому народу — Великая Россия.
2. Благо народа — высший закон.
3. Без патриотизма Кремля нет патриотизма Избы.
4. Русскому государству — Русское правительство.
5. ЦРУшников — вон из правительства.
6. Каждому человеку — достойную жизнь.
7. Через труд народа, к величию России.
8. Руки прочь от Российской армии.
9. Сильное государство — сильные спецслужбы.
10. Никто не забыт — ничто не забыто.

Предвыборная программа Жириновского включала следующие пункты в плане внутренней политики:
- изменение административно-территориального деления с делением на губернии или области;
- подчинение валютной, таможенной и налоговой политики целям развития товарного производства в стране;
- введение государственной монополии на экспорт энергетических и сырьевых ресурсов;
- предоставление гражданам России земельного ресурса для ведения семейного бизнеса;
- полная ревизия итогов приватизации;
- полная отмена НДС и ограничение налогов для предприятий до 40 % от годовой прибыли;
- обязательство чеченской общины «выделить по 1 млрд рублей каждому русскому беженцу из Чечни и по 10 млрд рублей каждой семье убитого солдата»;
- депортация нелегальных закавказских иммигрантов в течение трёх месяцев;
- исключение из государственных структур всех чиновников, подозреваемых в подрывной деятельности против России по заказу стран Запада.

В плане внешней политики Жириновский выступал за следующие действия:
- пересмотр отношения к ряду международных организаций (ОБСЕ, НАТО, Европарламент, Совет Европы) и проведение расследования по факту вмешательства этих организаций во внутренние дела Российской Федерации;
- присоединение к Российской Федерации таких территорий, как Белоруссия, Восточная Украина и Крым, Абхазия, Аджария, Приднестровье и т. д.
- прекращение экономической блокады Югославии, Ирака и Ливии;
- дальнейшее укрепление отношений с Ираном и Индией в Азии и с Германией в Европе.

Жириновский отмечал также важность восстановления былой мощи вооружённых сил Российской Федерации, предлагая уделить особое внимание вооружённым силам в неспокойных участках страны, развить до максимума потенциал ВС и модернизировать их для соответствия представлениям об армии XXI века. Он выступал за постепенный перевод вооружённых сил с чисто призывной на смешанную с присутствием «контрактников». По его словам, продолжавшиеся «лжереформы» вооружённых сил и постоянные расходы на содержание государственного аппарата СССР вкупе с последствиями экономических реформ угрожали национальной безопасности России и её существованию как государству.

## Иностранная поддержка
Из зарубежных союзников Жириновский в те годы заручился связями с немецкими, французскими и итальянскими радикалами, рассчитывавшими установить партнёрские отношения с правыми партиями России. Перед президентскими выборами публичную поддержку ему выразил французский политик, лидер Национального фронта Жан-Мари Ле Пен, посетивший в феврале Москву: помимо официальной пресс-конференции, Ле-Пен также присутствовал на мероприятиях по случаю «серебряной свадьбы» Владимира Вольфовича и его супруги Галины Александровны Лебедевой. На самой пресс-конференции, прошедшей 10 февраля, Жириновский и Ле Пен выразили намерения о создании в будущем «Союза правых сил Европы», куда войдут националистические партии Европы, и о формировании «третьей силы» в Европе, которая могла бы стать альтернативой как западноевропейской либеральной демократии, так и господствовавшей в Восточной Европе коммунистической идеологии, и помочь защитить традиционные национальные ценности Европы. Жириновский также заявил о недопустимости расширения НАТО на Восток и присоединения стран Восточной Европы к этому блоку, предупреждая, что в случае своего избрания президентом и итогового расширения НАТО силой вынудит блок отказаться от подобных намерений. Хотя Борис Ельцин неоднократно ставил вопрос о целесообразности подобных геополитических изменений, только Жириновский прямо заявил о недопустимости подобного расширения и готовности вооружённых сил России предпринять ответные меры.

## Попытка соглашения между ЛДПР и КПРФ
Эпатажность, импульсивность и скандальность Жириновского работали против него, что выливалось в низкий рейтинг (около 5 %): люди, не принимавшие его «клоунскую» манеру, предпочитали поддержать на президентских выборах Александра Лебедя, который также высказывал сильную поддержку националистам, государственникам и патриотам, но не призывал к радикальным переменам. Жириновский в интервью 2002 года на радиостанции «Эхо Москвы» признал, что у него с Лебедем был фактически один и тот же электорат. Чтобы поднять свой предвыборный рейтинг, Жириновский вынужден был вести переговоры со сторонниками Ельцина и Зюганова, публично игнорируя всех остальных и называя их «пескарями». Во второй половине января 1996 года Жириновский поддержал выступление Ельцина в Совете Федерации, отметив акценты на ведении дальнейших реформ и борьбе против терроризма на территории России, но уже 22 марта заявил, что несколько раз вёл переговоры с КПРФ о выдвижении «единого нейтрального кандидата». Ещё спустя неделю Жириновский сказал, что единственный способ для него побороться за президентский пост — это стравить сторонников Ельцина и Зюганова, чтобы для ЛДПР осталось «много свободного места для движения вперёд». В ходе своей предвыборной кампании Жириновский совершал визиты в тюрьмы, в том числе и женские: несмотря на отсутствие у заключённых права голосовать, он заручился их моральной поддержкой, пообещав амнистию в отношении несовершеннолетних, женщин и пожилых людей в случае своей победы.
24 мая на встрече с российскими банкирами Владимир Вольфович заявил об отсутствии в народе поддержки ельцинского курса и одновременно о нежелании видеть в стране коммунистов у власти. Констатируя нереальность шансов на выход во второй тур, Жириновский призвал Ельцина задуматься о назначении лидеров оппозиционных фракций Госдумы первыми вице-премьерами, грозясь заключить временный союз с левыми силами и их кандидатами — Александром Лебедем и Геннадием Зюгановым — и поддержать в итоге на выборах Зюганова; в случае победы Зюганова и сохранении союза Жириновский стал бы премьер-министром, а Лебедь — министром обороны. Это было неожиданным, поскольку Жириновский всегда агитировал против Зюганова и КПРФ как идеологических противников.
Газета «Магнитогорский металл» предсказывала Жириновскому в качестве самого вероятного исхода поражение в первом туре, но полагала, что избиратели ЛДПР и КПРФ являются людьми одного социального круга и сходной психологической структуры, поэтому во втором туре поддержка Жириновским Ельцина могла бы нанести репутации действовавшего президента серьёзный ущерб, и голоса избирателей Жириновского ушли бы тогда к Зюганову. В случае выхода Жириновского во второй тур с Зюгановым расклад сил во втором туре составлял бы 2:1 в пользу Зюганова.

## Первый тур
В первом туре выборов приняли участие более 75,7 миллионов человек, что составило 69,81 % от числа избирателей. Жириновский не прошёл во второй тур: первое место занял действовавший глава государства Борис Ельцин, получивший 26,6 миллионов голосов (35,28 %), а второе место — кандидат от коммунистов Геннадий Зюганов, получивший 24,2 миллиона голосов (32,03 %). Владимир Жириновский занял 5-е место, получив около 4,3 миллионов голосов (5,7 %).
| Место                | Кандидаты                       | Голоса     | %      |
| -------------------- | ------------------------------- | ---------- | ------ |
| 1.                   | Ельцин, Борис Николаевич        | 26 665 495 | 35,28  |
| 2.                   | Зюганов, Геннадий Андреевич     | 24 211 686 | 32,03  |
| 3.                   | Лебедь, Александр Иванович      | 10 974 736 | 14,52  |
| 4.                   | Явлинский, Григорий Алексеевич  | 5 550 752  | 7,34   |
| 5.                   | Жириновский, Владимир Вольфович | 4 311 479  | 5,70   |
| 6.                   | Фёдоров, Святослав Николаевич   | 699 158    | 0,92   |
| 7.                   | Горбачёв, Михаил Сергеевич      | 386 069    | 0,51   |
| 8.                   | Шаккум, Мартин Люцианович       | 277 068    | 0,37   |
| 9.                   | Власов, Юрий Петрович           | 151 282    | 0,20   |
| 10.                  | Брынцалов, Владимир Алексеевич  | 123 065    | 0,16   |
| 11.                  | Тулеев, Аман Гумирович          | 308        | 0      |
| Против всех          | Против всех                     | 1 163 921  | 1,54   |
| Недействительны      | Недействительны                 | 1 072 120  | 1,43   |
| Всего (явка 69,81 %) | Всего (явка 69,81 %)            | 75 587 139 | 100,00 |

Потерпевший поражение Жириновский заявил об отказе от места в коалиционном правительстве в случае победы Зюганова, а 24 июня заявил о том, что ЛДПР до 1 июля решит вопрос о поддержке кандидатов во втором туре, при этом изначально намереваясь голосовать «против всех». Позже Жириновский сказал, что поддержит Зюганова, если тот исключит из своей команды «левого радикала» Виктора Анпилова и «недееспособных» Анатолия Лукьянова и Николая Рыжкова, а Ельцина — если исключит «ультралибералов» Анатолия Чубайса, Сергея Филатова и Сергея Шахрая. Однако 28 июня Жириновский окончательно призвал избирателей не голосовать за Зюганова как лидера «прямой наследницы КПСС», к чему Зюганов отнёсся иронически, заявив на следующий день, что после подобного заявления ЛДПР точно поддержит коммунистов.